# Édouard Broquet-Goblet
Pour les articles homonymes, voir Broquet (homonymie) et Goblet.
 Édouard Armand Broquet-Goblet, né à Ligne le 28 mars 1800 et décédé à Tournai le 31 janvier 1884, fut un homme politique belge francophone libéral.

## Biographie
Édouard Broquet est le fils d'Antoine Broquet et de Marie-Catherine Lemaire. Il épouse Michèle Goblet, sœur d'Albert Goblet d'Alviella.
Il fut magistrat.
Il fut membre du parlement,, et conseiller provincial de la province de Hainaut.